# カスパール・ショッペの肖像
『カスパール・ショッペの肖像』（カスパール・ショッペのしょうぞう、伊: Ritratto di Caspar Schoppe、英: Portrait of Caspar Schoppe）は、フランドルのバロック期の巨匠ピーテル・パウル・ルーベンスが1604-1605年ごろ、キャンバス上に油彩で制作した肖像画である。ルーベンスがイタリア滞在中に描いた作品で、モデルの人物はドイツの言語学者カスパール・ショッペである。2人には友情関係があったので、絵画はそれにより生まれたものであると推測される。作品はフィレンツェのパラティーナ美術館に所蔵されている。

## 作品
本作に描かれているショッペは、オーバープファルツ地方のノイマルクトのプロテスタントの家庭に生まれた。しかし、1597年にヴェローナとプラハを訪れて、カトリックに改宗する。その翌年には、神聖ローマ皇帝の外交使節の一員としてローマを訪れ、教皇の周辺で活動するようになり、プロテスタントを攻撃する数々の文章を発表した。
ショッペはまた、高名な新ストア学派の学者ユストゥス・リプシウスの重要な弟子の1人であり、その仲間の1人がルーベンスの兄で古代学者であったフィリップ・ルーベンスであった。ショッペはフィリップを介して、画家のルーベンスとも交流するようになったのであろう。2人の親交はよく知られており、ショッペはルーベンスが絵画芸術において最高の完成に達し、深い学識を有していることを讃えるとともに、彼が示す繊細な判断力を賞賛している。
この肖像画は髪が乱れて逆立っているショッペの姿を表し、彼の激しい性格を彷彿とさせる。シャツには鮮やかなハイライトがジグザグの太く荒い筆致で描かれている。心持ち斜め向きに立っているショッペは緩やかな上着を左肩にかけて、大きな目で鑑賞者をまっすぐ見ている。また、右腕をくの字型に折り曲げ、腰に当てているが、左手は下方にゆったりと伸ばされ、剣の束に触れている。
このような計算された人物のポーズは、ヴェネツィア派の巨匠ティツィアーノによって確立された肖像画の演出法である。一方、フランドル絵画の伝統を踏まえて、白い大きなレースの襟と袖口は細かく丹念に描かれている。この種の巧みな写実描写によって、フランドル出身のルーベンスはイタリアにおいて高く評価されていた。